# Padenganploso
Padenganploso is een bestuurslaag in het regentschap Lamongan van de provincie Oost-Java, Indonesië. Padenganploso telt 4324 inwoners (volkstelling 2010).